# 日野交通 (神奈川県)

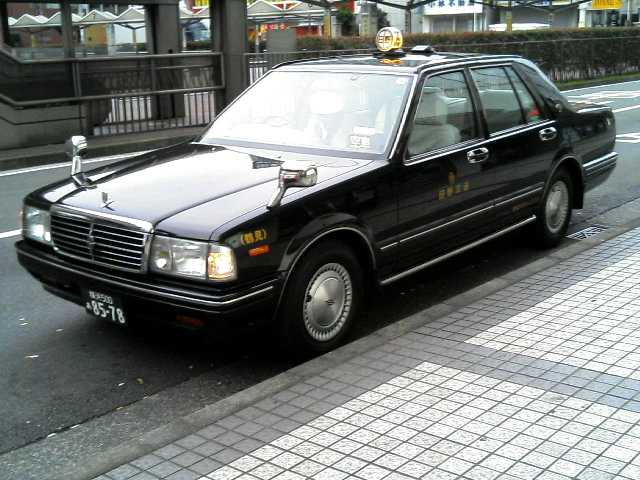
日野交通のタクシー（車種：セドリック）

日野交通株式会社（ひのこうつう）は、横浜市鶴見区のタクシー事業者。
営業エリアは横浜市鶴見区が中心。配車はGPSシステムを採用。
車両は主に日産・セドリッククラシックSV（ハイグレード車）を使用する。

## 概要
- 1950年設立
- 本社所在地　横浜市鶴見区鶴見中央
- タクシー90両